# 黄家街道
黄家街道，是中华人民共和国辽宁省沈阳市沈北新区下辖的一个乡镇级行政单位。

## 行政区划
黄家街道下辖以下地区：
黄家社区、王家社区、安家社区、岳士社区、大孤家子社区、拉塔湖社区、高坎社区、达连屯社区、长河社区、大丁社区、吴家社区、小河沿社区、鲍岗子社区、龙岗子社区和八家子社区。